# Pembrolizumab
Pembrolizumab, vândut sub numele de marcă Keytruda, este un anticorp umanizat utilizat în imunoterapia cancerului care tratează melanomul, cancerul pulmonar, cancerul de cap și gât, limfomul Hodgkin, cancerul de stomac, cancerul de col uterin și anumite tipuri de cancer de sân. Se administrează prin injecție intravenoasă lentă.